# Kusapo
Kusapo (lat. Coussapoa), biljni rod u porodici koprivovki. Postoji pedesetak vrsta u tropskoj Americi, Srednjoj i Južnoj. Tipična je C. latifolia Aubl.
Na popisu je jedna ugrožena vrsta, C. tolimensis C. C. Berg, iz Kolumbije

## Vrste
1. Coussapoa angustifolia Aubl.
2. Coussapoa arachnoidea Akkermans & C.C.Berg
3. Coussapoa argentea Akkermans & C.C.Berg
4. Coussapoa asperifolia Trécul
5. Coussapoa batavorum Akkermans & C.C.Berg
6. Coussapoa brevipes Pittier
7. Coussapoa chocoensis Cuatrec.
8. Coussapoa cinnamomea Cuatrec.
9. Coussapoa cinnamomifolia Mildbr.
10. Coussapoa contorta Cuatrec.
11. Coussapoa crassivenosa Mildbr.
12. Coussapoa cupularis Akkermans & C.C.Berg
13. Coussapoa curranii S.F.Blake
14. Coussapoa darienensis C.C.Berg
15. Coussapoa david-smithii C.C.Berg
16. Coussapoa dolichandra Cuatrec.
17. Coussapoa duquei Standl.
18. Coussapoa echinata Akkermans & C.C.Berg
19. Coussapoa ferruginea Trécul
20. Coussapoa floccosa Akkermans & C.C.Berg
21. Coussapoa fulvescens C.C.Berg
22. Coussapoa glaberrima W.C.Burger
23. Coussapoa herthae Mildbr.
24. Coussapoa jatun-sachensis C.C.Berg
25. Coussapoa latifolia Aubl.
26. Coussapoa leprieurii Benoist
27. Coussapoa longipedunculata Akkermans & C.C.Berg
28. Coussapoa macerrima Standl. & L.O.Williams ex Akkermans & C.C.Berg
29. Coussapoa manuensis C.C.Berg
30. Coussapoa microcarpa (Schott) Rizzini
31. Coussapoa microcephala Trécul
32. Coussapoa nitida Miq.
33. Coussapoa nymphaeifolia Standl.
34. Coussapoa oligocephala Donn.Sm.
35. Coussapoa orthoneura Standl.
36. Coussapoa ovalifolia Trécul
37. Coussapoa pachyphylla Akkermans & C.C.Berg
38. Coussapoa parviceps Standl.
39. Coussapoa parvifolia Standl.
40. Coussapoa peruviana C.C.Berg
41. Coussapoa purpusii Standl.
42. Coussapoa scabra Akkermans & C.C.Berg
43. Coussapoa sprucei Mildbr.
44. Coussapoa tessmannii Mildbr.
45. Coussapoa tolimensis C.C.Berg
46. Coussapoa trinervia Spruce ex Mildbr.
47. Coussapoa valaria C.C.Berg
48. Coussapoa vannifolia Cuatrec.
49. Coussapoa villosa Poepp. & Endl.
50. Coussapoa viridifolia Cuatrec.